# ميخائيل غودمان
ميخائيل غودمان (بالإنجليزية: Michael Goodman)‏ هو مصور أمريكي، ولد في 1954 في نيويورك في الولايات المتحدة.